# Osamu Fujimura

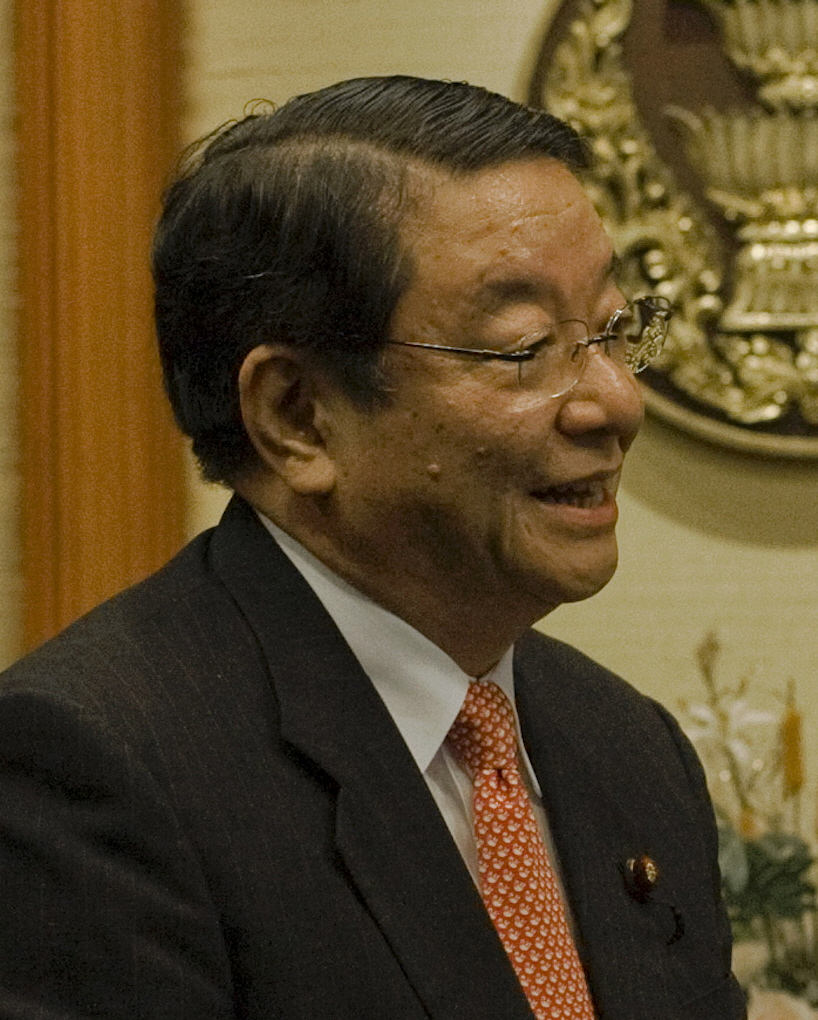
Osamu Fujimura 2010

Osamu Fujimura (jap. 藤村 修, Fujimura Osamu; * 3. November 1949 in Osaka) ist ein ehemaliger japanischer Politiker der Demokratischen Partei (Noda-Gruppe). Er war bis 2012 Leiter des Kabinettssekretariats im Kabinett Noda und Abgeordneter im Shūgiin, dem Unterhaus des nationalen Parlaments, für den 7. Wahlkreis der Präfektur Osaka.

## Politische Karriere

### Mandat für die Neue Japan-Partei
Fujimura, Absolvent der ingenieurswissenschaftlichen Fakultät der Universität Hiroshima, arbeitete nach seinem Studienabschluss für die Stiftung kōtsūiji ikueikai (交通遺児育英会, „Erziehungsgesellschaft für Verkehrswaisen“), später auch für das ashinaga ikueikei, eine weitere Stiftung, die sich für Waisen einsetzt. Bei der Shūgiin-Wahl 1993 wechselte er in die Politik, als er im damaligen fünfmandatigen Wahlkreis Osaka 3 für die Neue Japan-Partei kandidierte und mit dem höchsten Stimmenanteil gewählt wurde. In den Parteiumbildungen der 1990er Jahre gehörte er zunächst der Neuen Fortschrittspartei an, für die er 1996 im neuen Einzelwahlkreis Osaka 7 wiedergewählt wurde, dann war er ab 1997 Mitglied der Kokumin no Koe („Stimme des Volkes“), der Minseitō und schließlich der Demokratischen Partei.

### Laufbahn in der Demokratischen Partei
Bei der Shūgiin-Wahl 2005 verlor Noda seinen Wahlkreis an Naomi Tokashiki (LDP) und wurde nur über den Verhältniswahlblock Kinki wiedergewählt. In der Demokratischen Partei war er 2006 und 2009 Mitglied des Schattenkabinetts und stellvertretender Generalsekretär (kanjichō-dairi). Beim Erdrutschsieg der Demokratischen Partei 2009 konnte er seinen Wahlkreis zurückgewinnen und wurde anschließend Vorsitzender des Shūgiin-Ausschusses für Gesundheit, Arbeit und Soziales. 2010 war er unter dem Kabinett Kan zunächst Staatssekretär (fuku-daijin) im Außenministerium, dann bis 2011 im Ministerium für Gesundheit, Arbeit und Soziales, bevor ihn Naoto Kans Nachfolger Yoshihiko Noda im September 2011 als Chefkabinettssekretär in sein Kabinett berief.

### Ausscheiden aus dem Parlament
Bei der Shūgiin-Wahl 2012 erhielt Fujimura nur rund 45.500 Wahlkreisstimmen (21,5 %) und landete damit nur auf dem dritten Platz hinter Naomi Tokashiki und der Ishin-Kandidatin Sayuri Uenishi. Er verfehlte damit auch ein Verhältniswahlmandat und wurde wie sieben weitere amtierende Minister im Kabinett Noda aus dem Parlament gewählt.